# Juraj Damšić
Juraj Damšić (u suvremenih latinskih dokumentima Georgius Damshicz, ili Domsitz) (Vorištan, 24. travnja, 1686. – Celindof, 26. veljače, 1755.) hrvatski (gradišćanski) je pisac i svećenik.
Teologiju je studirao u Juru, gdje je bio posvećen 1710. godine. U Bilocirkvi je počeo svoje djelovanje. 1711. godine je preselio u Celindof.
Njegovo djelo je najstariji gradišćanskohrvatski katekizam: Kratka sprava nauka kerschanzkoga od veliko miloztiunoga, y veliko poztovanoga Gospodina.